# Corneville-la-Fouquetière
Corneville-la-Fouquetière ist eine französische Gemeinde mit 123 Einwohnern (Stand: 1. Januar 2022) im Département Eure in der Region Normandie. Sie gehört zum Arrondissement Bernay und zum Kanton Bernay. Die Einwohner werden Cornefouquois genannt.

## Geografie
Corneville-la-Fouquetière liegt auf der Grenze des Pays d’Ouche zum Lieuvin. Umgeben wird Corneville-la-Fouquetière von den Nachbargemeinden Fontaine-l’Abbé im Norden, Beaumont-le-Roger im Osten, Mesnil-en-Ouche im Süden sowie Saint-Clair-d’Arcey im Westen.
| Jahr      | 1962 | 1968 | 1975 | 1982 | 1990 | 1999 | 2006 | 2016 |
| --------- | ---- | ---- | ---- | ---- | ---- | ---- | ---- | ---- |
| Einwohner | 105  | 71   | 55   | 62   | 76   | 83   | 99   | 122  |

## Sehenswürdigkeiten
- Kirche Saint-Paul aus dem 11. Jahrhundert, Umbauten aus dem 15. Jahrhundert
- Pfarrhaus aus dem 18. Jahrhundert
- Schloss aus dem 17. Jahrhundert in Aurigny
- Herrenhaus